# Football Club de Nancy
 (novembre 2023).
Si vous disposez d'ouvrages ou d'articles de référence ou si vous connaissez des sites web de qualité traitant du thème abordé ici, merci de compléter l'article en donnant les références utiles à sa vérifiabilité et en les liant à la section « Notes et références ».
Maillots
Le Football Club de Nancy est un club de football français, fondé en 1901 (sous le nom de «Stade Universitaire Lorrain») et qui fusionne en 1968 avec le COS Villers-lès-Nancy, sous le nom de ce dernier.

## Palmarès
- 15 saisons en D1
- 8 saisons en D2

- Championnat de France D2 (2) :
  - Champion : 1946, 1958.
  - Vice-champion : 1960.

- Coupe de France :
  - Finaliste : 1953, 1962.

## Repères historiques
Le « Stade Universitaire Lorrain », club omnisports fondé en 1901, fait figure d'outsider en matière de football face aux autres clubs de la ville. Ses résultats sont d'ailleurs modestes avant la Grande Guerre. Le club prendra le nom de Cercle des Sports Stade Lorrain de 1904 à 1920. La guerre achevée, le SUL, qui recrute principalement ses joueurs en milieu universitaire, devient un club ambitieux. Meilleure illustration de ce nouvel état d'esprit, le président Marcel Picot obtient la mise en chantier d'une enceinte digne de ce nom sur un terrain de l'Université. Le « stade du Parc des Sports du Pont d'Essey » (parfois appelé « stade de l'Université ») est inauguré le 12 septembre 1922. Pendant les travaux (saison 21-22), le SUL évolue sur le terrain de l'US Frontière (stade Drouot).
Au printemps 1935, le Stade Universitaire Lorrain évolue en Promotion d'Honneur au grand désespoir de ses supporters. Auguste « Napoléon » Schalbar mène alors campagne pour créer une section professionnelle au sein du SUL. Malgré nombre de difficultés, son dossier est accepté le 20 mai 1935. Nancy aura une équipe professionnelle dès 1935-1936. Le nom adopté est « Football Club de Nancy ».
La funeste réforme du colonel Pascot dépossède le FC Nancy de son équipe pro en 1943. Le club change même de nom pour adopter celui de « Stade Lorrain ». Une équipe fédérale de « Nancy-Lorraine » est alors mise en place dans la cité nancéienne. Elle s'appuie en fait majoritairement sur des joueurs sochaliens. Cette formation « nancéienne » étonne et enlève la Coupe de France 1944. Ce trophée séjourne à Nancy dans la vitrine du chapelier Marcel Picot, toujours président du Stade Lorrain / FC Nancy. Le FCN retrouve vite un visage normal dès l'été 1944 mais ne reprend sa place parmi les pros et son nom de FC Nancy qu'en 1945, les compétitions étant impossibles en Lorraine en raison des combats. La Coupe de France 1944-1945 permet toutefois aux Nancéiens d'atteindre les huitièmes de finale (défaite 10-0 face au RC Lens).
Roger Piantoni rejoint Nancy en juillet 1950. Il a 19 ans. En sept saisons au FCN, il inscrit 92 buts en championnat, remportant le titre de meilleur buteur de D1 dès 1951, avec 28 buts.
Déjà demi-finaliste en 1948 et 1951, Nancy atteint la finale de la Coupe de France 1953 à la faveur d'un tirage au sort clément. Lille est donné favori mais peine face aux Lorrains. À dix minutes du coup de sifflet final, la décision n'est pas encore faite, le Lorrain Belaid ayant égalisé (41e) après l'ouverture du score lilloise par Vincent (17e). Hélas, le Dogue Lefèvre trouve la faille à la 81e minute, anéantissant les espoirs nancéiens. Le FCN reste toutefois l'une des toutes meilleures formations françaises. Excellente illustration de ce nouveau statut, la splendide victoire 4-2 au stade Chamartin face au Real Madrid.
Malgré une nouvelle belle campagne en Coupe de France qui conduit les Nancéiens en demi-finales, les impératifs financiers contraignent le club à céder en 1957, contre 25 millions, Piantoni au Stade de Reims. Léon Deladerrière, ailier international, est transféré la saison suivante. Démantelant ainsi sa superbe aile gauche, Nancy ne tarde pas à chuter en D2 après 11 saisons consécutives parmi l'élite. Une période de turbulences marque alors le club qui enchaîne montées et descentes.
En 1962, pourtant, le FCN semble remis sur de bons rails. Charles Boileau est désormais président. Le maintien parmi l'élite est enfin assuré, le FCN obtenant même une excellente 4e place.
Toujours en 1962, nouvelle participation nancéienne à la finale de la Coupe de France après un parcours délicat, Nancy devant éliminer Reims et Metz. Seulement 30 401 spectateurs sont recensés à Colombes, concurrence télé oblige, dont plus de 12 000 venant de Lorraine. Malgré ce soutien, Saint-Étienne s'impose, à la suite d'un but de Baulu. Les Lorrains étaient pourtant donnés largement favoris face aux Verts, relégués en D2.
Les Rouge et Blanc connaissent une saison 1963-1964 catastrophique à l'issue de laquelle le club replonge en Division 2. La moyenne de spectateurs chute dangereusement à quelque 5 000 unités, mettant en péril la pérennité du club.
La saison 1964-1965 voit l'agonie du FC Nancy qui se traîne en bas de tableau de D2. Le stade Marcel-Picot est déserté par le public ; 873 spectateurs assistent à l'ultime rencontre à domicile cette saison. « Chaque mois, nous perdions un million » explique Charles Boileau qui préfère « tirer un trait ». C'est l'abandon du statut professionnel. On vilipendera longtemps la municipalité de Nancy, accusée d'avoir laissé mourir le club sans réaction.
Continuant en CFA, avec son équipe première amateur, le club est rétrogradé en Promotion d'Honneur à l'issue de la saison 1965-1966. Une nouvelle mauvaise saison l'amène en Première division de district, où le club évoluera, avant la fusion avec le CO Villers-lès-Nancy en juillet 1968.

## Entraîneurs du FC Nancy
- Gaston Henri Boé (1935-1936)
- Louis Cazal (1936-1937)
- Karl Heinlein (1937-1938)
- Stanley Hillier (1938-1939)
- Paul Wartel (1943-1944)
- René Dedieu (1945-1946)
- Kaj Andrup (1946-1947)
- Charles Cros (1947-1948)
- Pierre Brembilla (1948- septembre 1951)
- Jean Mathieu (septembre 1951- remplacé en cours de saison 1952-1953)
- Jacques Favre (1953-1955)
- Camille Cottin (1955-1957)
- André Gérard (1957-1959)
- Mario Zatelli (1959-1964)
- Léon Deladerrière (1964-1965)

## Internationaux français du FC Nancy
(matches pour l'équipe tricolore)
- Léon Deladerrière (11, 1952-1958, 3 buts)
- Bruno Ferrero (1, 1962)
- Jean Hédiart (1, 1956)
- Roger Piantoni (20, 1952-1957, 12 buts)
- Georges Sesia (1, 1948)

## Quelques joueurs du FC Nancy
- Christian Baehr (1935-1936)
- Roberto Aballay (1950-1952)
- Marcel Adamczyk (1960-1963)
- Georges Amanieu (1960-1964)
- Jean Claude Barbier (1950-1957)
- Bachir Belaid (1952-1953)
- Mohamed Ben Brahim (1947-1952)
- Wladislaw Bialazyk (1946-1947)
- Edmond Biernat (1960-1963)
- Christian Bottollier (1949-1958)
- Pierre Brembilla (1945-1948)
- Stéphane Brezniak (1959-1962)
- Helge Bronée (1948-1950)
- Louis Cazal (1935-1936)
- Léo Cecchini (1945-1955)
- Michel Chevalier (1959-1964)
- Jacques Chrétien (1959-1964)
- Kurt Clemens (1951-1953)
- Hervé Collot (1952-1964)
- Émile Daniel (1950-1952)
- Léon Deladerrière (1947-1959)
- Jacques Favre (1949-1954)
- Bruno Ferrero (1957-1963)
- José Oscar Florindo (1961-1964)
- Orlando Gauthier (1959-1963)
- Brynley Griffiths (1954-1959)
- Antoine Groschulski (1960-1963)
- Albert Guðmundsson (1947-1948)
- Jean Hédiart (1953-1957)
- David Ickovitz (1945-1947)
- Gérard Jacob (1958-1962)
- Antoine Keller (1955-1956)
- Jozef Kuta (1948-1953)
- Juan Carlos Lorenzo (1952-1955)
- Jean Mathieu (1935-1938 et 1945-1948)
- Roland Merschel (1963-1964)
- Roger Mindonnet (1951-1955)
- Georg Monsen (1950-1951)
- Aurelio Moyano (1962-1964)
- Alberto Muro (1959-1962)
- Pierre Nabat (1957-1959)
- Ernest Nunge (1949-1953)
- Léon Papas (1937-1939)
- Roger Piantoni (1950-1957)
- René Pleimelding (1948-1952 puis 1957-1958)
- Marcel Poblome (1943-1948)
- Gustav Pollak (1937-1939)
- Antoine Redin (1954-1960)
- Max Sellal (1949-1951)
- Salvatore Serrau  (1954-1963)
- Georges Sesia (1945-1948)
- Henri Skiba (1950-1951)
- Gustav Toegel (1937-1938)
- Pierre Valentek (1956-1964)
- Oscar Vega (1950-1953)
- Daniel Viaene (1961-1962)
- Josef Wana (1937-1939)